# هارالد لایپنیتز
هارالد لایپنیتز (آلمانی: Harald Leipnitz؛ ‏ ۲۲ آوریل ۱۹۲۶ – ۲۱ نوامبر ۲۰۰۰) هنرپیشه اهل آلمان بود.
از فیلم‌هایی که وی در آن نقش داشته‌است، می‌توان به ژوستین و مصائب پاکدامنی، خانم صاحبخانه هم روابط عاشقانه دارد و سوزان، خانم صاحبخانه لان اشاره کرد.
وی همچنین برندهٔ جوایزی همچون جایزه فیلم آلمان شده‌است.